# Batinjani (żupania pożedzko-slawońska)
Batinjani – wieś w Chorwacji, w żupanii pożedzko-slawońskiej, w mieście Pakrac. W 2011 roku liczyła 38 mieszkańców.